# 佛塱站
佛塱站，是穗深城际铁路建设中的高架车站，位于广东省广州市黄埔区九佛街道佛塱村九佛快速路。

## 车站结构
本站为路中高架三层侧式车站。

### 车站楼层
| 地上三层 | 侧式站台 | 侧式站台                            | 侧式站台 | 侧式站台 |
|          | 上行站台 | 穗深城际 深圳机场方向（下站：新龙） |          |          |
|          | 下行站台 | 穗深城际 花都方向（下站：九佛）     |          |          |
|          | 侧式站台 |                                     |          |          |
| 地上二层 | 站厅     | 售票处、候车区                      |          |          |
| 地面     | 出入口   | 进站口、出站口                      |          |          |

## 历史
本站在规划和施工阶段被称作佛朗村站。车站于2019年12月27日封顶。2021年2月2日，本站定名为佛塱站。